# Нур аль-Хусейн
Нур аль-Хусейн (араб. نور الحسين‎), имя при рождении Лиза Наджиб Халаби (род. 23 августа 1951, Вашингтон, США) — последняя жена и вдова иорданского короля Хусейна. Нур аль-Хусейн была королевой Иордании с 1978 по 1999 годы. После смерти мужа в 1999 году она стала вдовствующей королевой Иордании. Нур аль-Хусейн родилась в Соединенных Штатах Америки. Выйдя замуж за короля Иордании, она отказалась от американского гражданства и приняла ислам.

## Биография
Лиза Наджиб Халаби родилась 23 августа 1951 года в Вашингтоне. Её отец был американским бизнесменом сирийского происхождения, а мать — шведкой. Её отец был наполовину сирийцем и долгие годы был руководителем компании «Pan Am», а также некоторое время занимал пост заместителя министра обороны США. В 1978 году Лиза Наджиб Халаби и король Иордании Хусейн бен Талал поженились. Они вырастили четырёх своих детей и ещё семерых детей Хусейна от предыдущих браков.

## Образование
Лиза Халаби училась в Национальной кафедральной школе с четвёртого по восьмой класс. Она недолго проучилась в Нью-Йорке, а затем окончила Конкорд академию в штате Массачусетс. В 1973 году она окончила Принстонский университет по специальности архитектура и градостроительство.

## Карьера
После окончания университета Лиза Халаби переехала в Австралию, где она работала в фирме, которая специализируется на планировании новых городов. Вскоре она приняла предложение о работе от британской фирмы, которая работала над проектом перестройки Тегерана. В 1976 году она вернулась в США и стала работать в авиационной компании своего отца.
В 1977 году она работала в авиакомпании «Royal Jordanian». В ходе строительства аэропорта им. королевы Алии Лиза Халаби встретила Хусейна ибн Талала. Они подружились, и в 1978 году пара обручилась.

## Семья

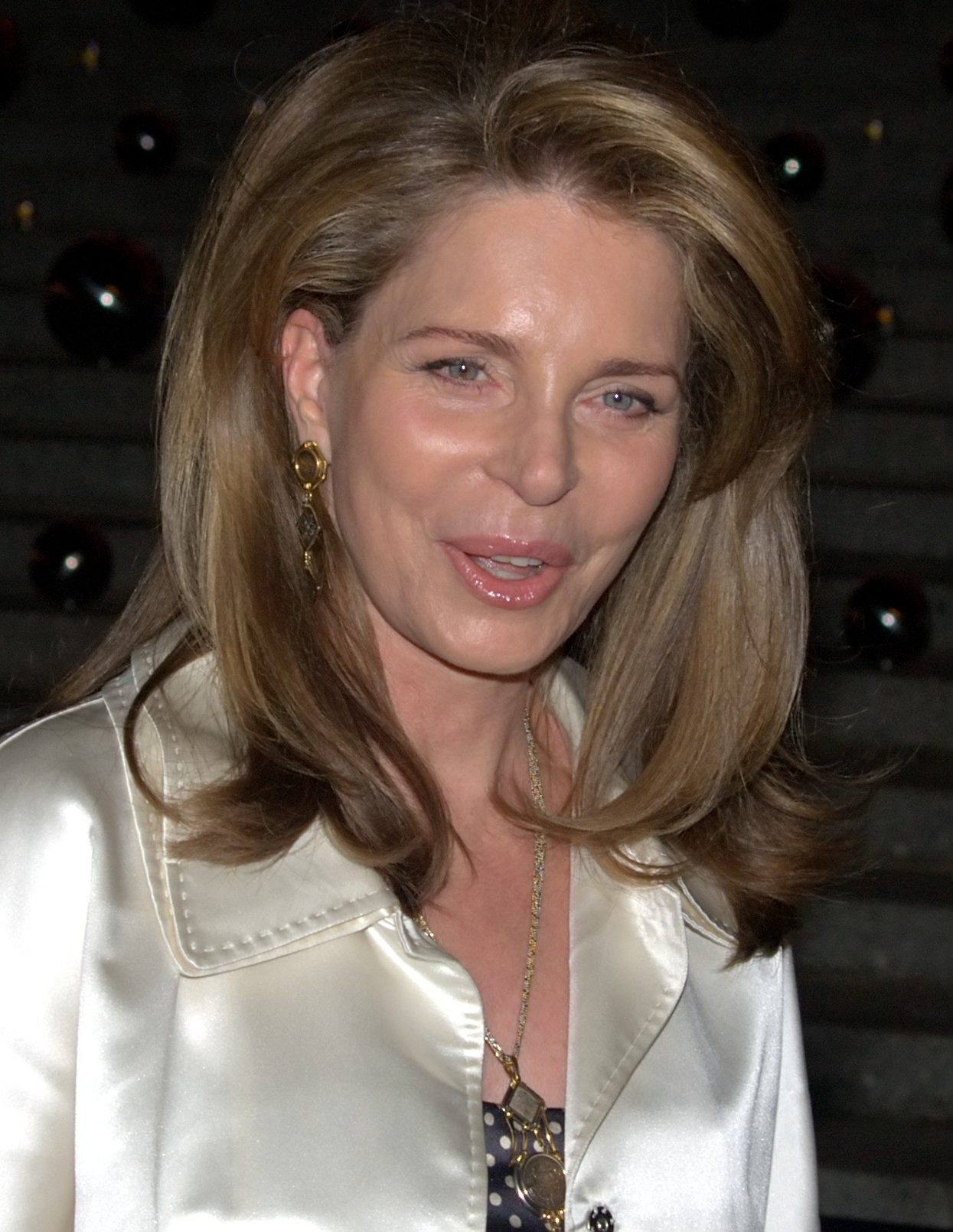
2010 год.

## Награды
Награды Иордании
| Страна   | Дата        | Награда                                     | Литеры |
| -------- | ----------- | ------------------------------------------- | ------ |
| Иордания | 5 июня 1978 | Дама ордена Хусейна ибн Али 1 класса        |        |
| Иордания | 5 июня 1978 | Дама ордена Возрождения специального класса |        |
| Иордания | —           | Дама ордена Военной Славы                   |        |
| Иордания | —           | Дама Большой ленты ордена Звезды Иордании   |        |

Награды иностранных государств
| Страна         | Дата вручения    | Награда                                                                | Литеры   |
| -------------- | ---------------- | ---------------------------------------------------------------------- | -------- |
| Австрия        | 1978             | Дама Большой звезды Почёта «За заслуги перед Австрийской Республикой»  | [ 5 ]    |
| Италия         | 26 ноября 1983   | Дама Большого креста ордена «За заслуги перед Итальянской Республикой» |          |
| Бруней         | 1984             | Дама ордена Королевской семьи Брунея 1 класса                          | DK       |
| Франция        | 21 ноября 1984   | Дама Большого креста ордена Почётного легиона                          |          |
| Испания        | 22 марта 1985    | Дама Большого креста ордена Изабеллы Католической                      |          |
| Великобритания | 1953             | Дама Большого креста ордена Святого Иоанна                             | G.C.St.J |
| Египет         | 1989             | Дама ордена Добродетели специального класса                            |          |
| Швеция         | 15 сентября 1989 | Дама ордена Серафимов                                                  | LSerafO  |
| Испания        | 4 ноября 1994    | Дама Большого креста ордена Карлоса III                                |          |
| Дания          | 27 апреля 1998   | Дама ордена Слона                                                      | RE       |

- Международная премия Низами Гянджеви (2013 год, Международный центр Низами Гянджеви, Азербайджан)[6]